# Nancy Pelosi

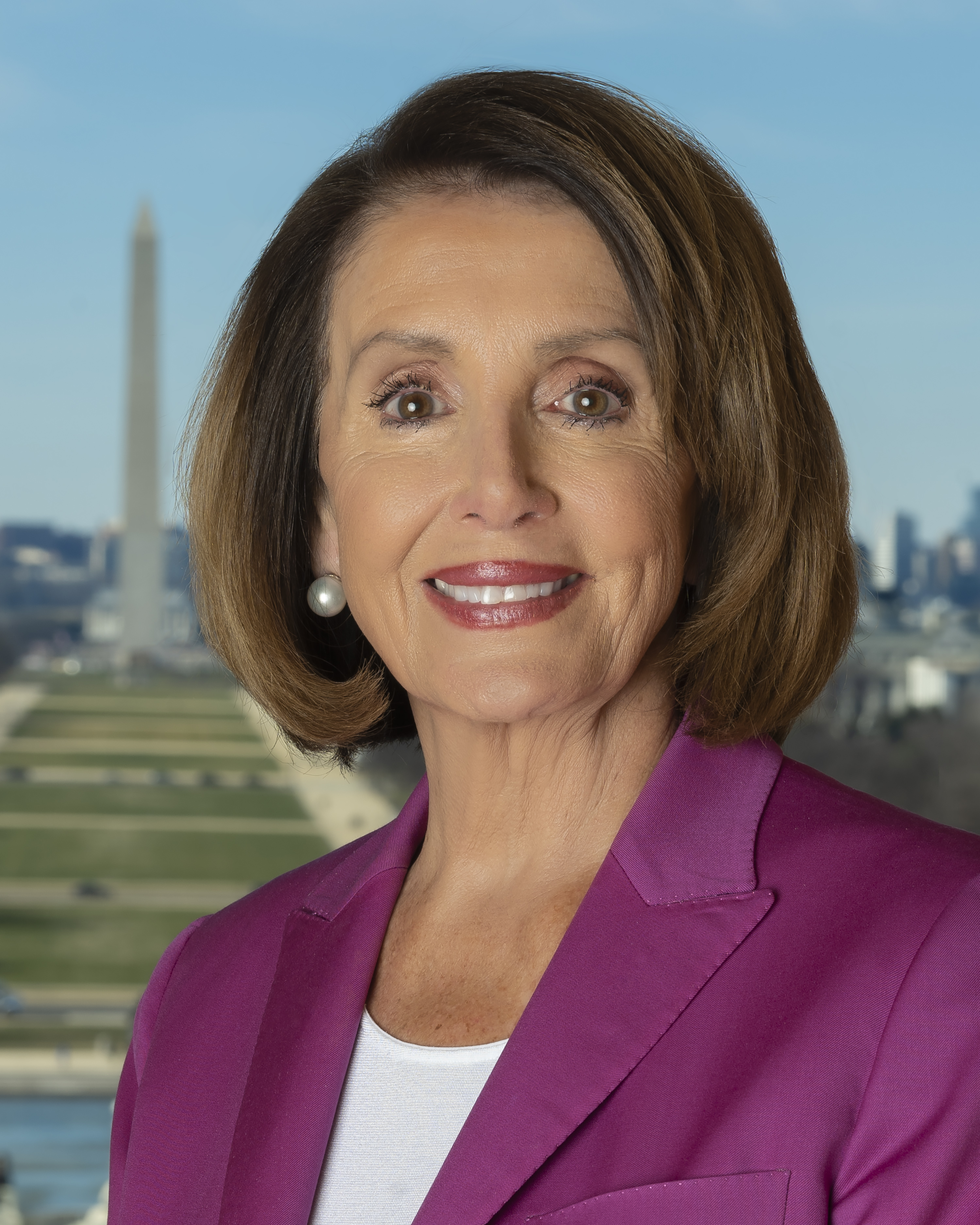
Nancy Pelosi (2019)

Nancy Patricia D’Alesandro Pelosi (* 26. März 1940 in Baltimore, Maryland, als Nancy Patricia D’Alesandro) ist eine US-amerikanische Politikerin der Demokratischen Partei. Seit 1987 vertritt sie einen großen Teil der Stadt San Francisco im Repräsentantenhaus der Vereinigten Staaten und war von 2019 bis 2023 dessen Sprecherin. Dieselbe Funktion hatte sie bereits von 2007 bis 2011 inne und war von 2003 bis 2007 sowie zwischenzeitlich Vorsitzende der demokratischen Minderheitsfraktion (Minority Leader). Im November 2022 erklärte sie, nicht mehr für das Amt der Sprecherin kandidieren zu wollen.

## Familie, Ausbildung und Privates
Nancy Pelosi ist Italoamerikanerin. Die Vorfahren des Vaters Thomas D’Alesandro waren aus den Abruzzen in die USA eingewandert; ihre Mutter Annunciata Maria „Nancy“ (geborene Lombardi) wurde in Italien geboren. Aufgewachsen als jüngstes von sechs Geschwistern und einzige Tochter im Little Italy Baltimores, wo ihr Vater eine prägende Figur der Lokalpolitik war, kam sie früh mit Politik in Berührung. Ihr Vater, ein Unterstützer der New-Deal-Politik, wurde drei Mal zum Bürgermeister Baltimores gewählt und gehörte von 1939 bis 1947 dem US-Repräsentantenhaus an. Ihr Bruder Thomas war ebenfalls Bürgermeister der Stadt. Ihre erste Democratic National Convention besuchte sie mit zwölf Jahren; bei der Amtseinführung John F. Kennedys 1961 war sie Gast beim Abendball.
Sie studierte Politikwissenschaft am katholischen Trinity College in Washington, D. C., und schloss ihr Studium dort 1962 mit dem Bachelor ab. Anschließend war sie Praktikantin beim demokratischen US-Senator Daniel Brewster.
Im Jahr 1963 heiratete sie den Investmentbanker Paul Pelosi, den sie während ihres Studiums kennengelernt hatte. Mit ihm hat sie fünf Kinder und zog mit der Familie 1969 von New York City in seine kalifornische Heimat nach San Francisco. Dort zog sie die Kinder auf und gründete einen Club für lokale Anhänger der Demokratischen Partei. Pelosi hat zehn Enkelkinder.
Nancy Pelosi ist römisch-katholisch. Im Mai 2022 schloss Salvatore Joseph Cordileone, Erzbischof von San Francisco, sie wegen ihrer liberalen Haltung in der Abtreibungsfrage vom Empfang der Kommunion aus und wies alle Priester seines Bistums an, der Politikerin die Teilnahme an der Eucharistie zu verweigern. Nach Pressemitteilungen habe Cordileone Pelosi schriftlich mitgeteilt: „Eine katholische Gesetzgeberin, die Abtreibung unterstützt, obwohl sie die Lehre der Kirche kennt, begeht eine offensichtliche schwere Sünde.“ Der Erzbischof erklärte weiter, dass ihm „keine andere Wahl“ bleibe, weil Pelosi ihren katholischen Glauben zur Begründung ihrer Haltung zur Abtreibung heranziehe. Voraussetzung für eine Wiederzulassung zur Kommunion sei, dass Pelosi sich öffentlich von ihrer Haltung distanziere und das Sakrament der Beichte empfange. Im Juni 2022 erhielt Pelosi die Kommunion im Vatikan von einem Priester.
Am 13. Dezember 2024 zog sie sich auf einer Dienstreise mit Delegation anlässlich des 80. Jahrestages der Ardennenoffensive in Luxemburg Verletzungen (Hüftfraktur) zu und wurde dort in ein Krankenhaus eingeliefert. Berichten zufolge wurde sie danach in das Landstuhl Regional Medical Center verlegt. Am 6. Januar 2025 nahm Pelosi, wieder in die USA zurückgekehrt, ihre Arbeit im Repräsentantenhaus erneut auf.

## Politische Karriere

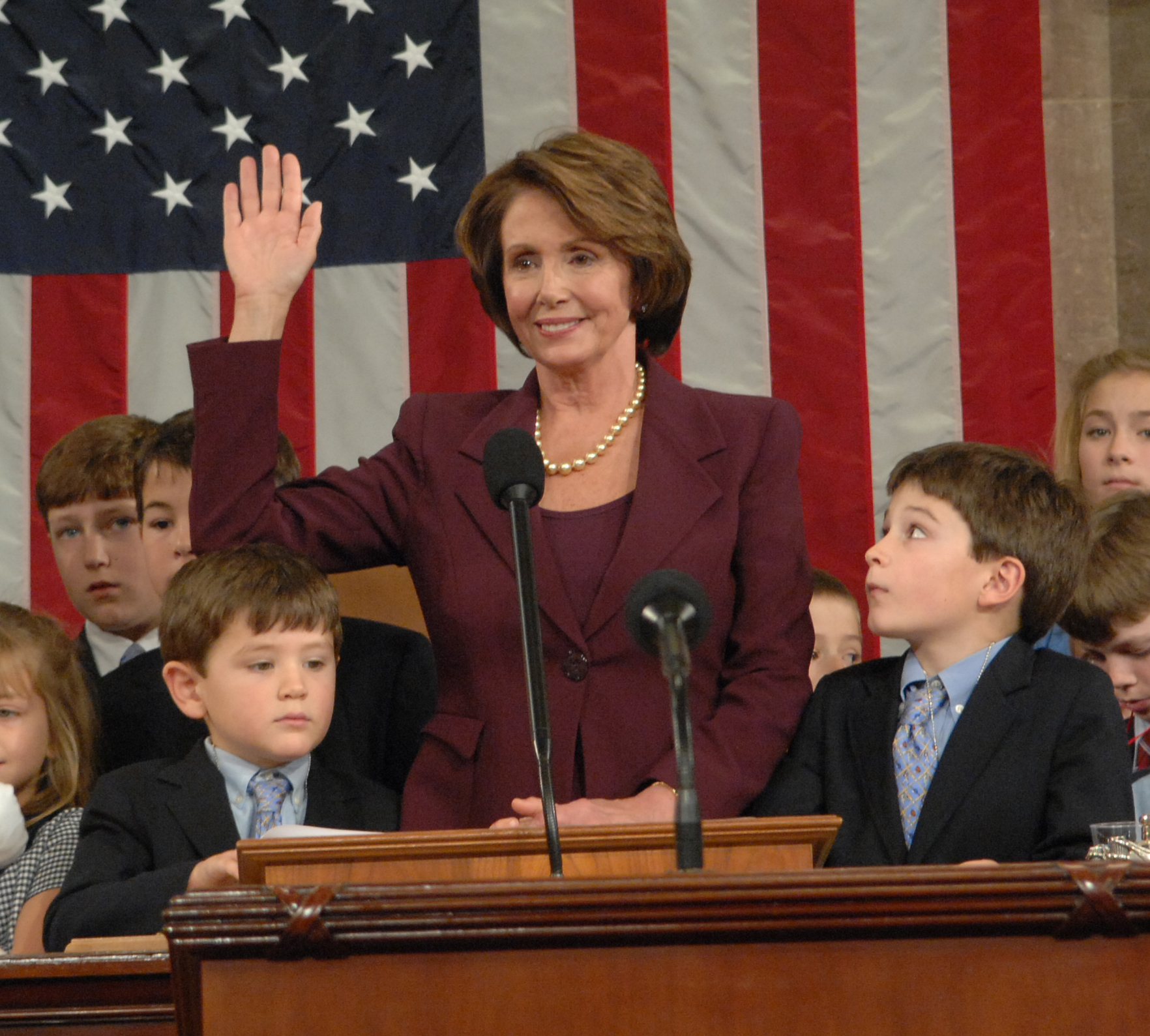
Pelosi im Januar 2007 bei ihrer Vereidigung als Sprecherin des Repräsentantenhauses

Pelosi war ihr Leben lang politisch engagiert, unter anderem als Fundraiserin und in der Präsidentschaftskampagne 1976 des damaligen kalifornischen Gouverneurs Jerry Brown. Sie hatte von 1981 bis 1983 den Vorsitz der Demokratischen Partei in Kalifornien inne und wirkte an der Kandidatenrekrutierung und Spendensammlung mit. Bei der Democratic National Convention 1984 in Los Angeles war Pelosi Vorsitzende des Organisationskomitees. Zwischen 1985 und 1986 war sie Finanzchefin des Democratic Senatorial Campaign Committee, des Wahlkampfarms der Demokraten im Senat der Vereinigten Staaten.
Pelosi freundete sich mit dem Abgeordneten Phillip Burton an, der San Francisco im US-Repräsentantenhaus vertrat, und mit dessen Witwe Sala Burton, die diesen Sitz nach seinem Tod 1983 einnahm. Todkrank bat Sala Burton Pelosi, für diesen Sitz zu kandidieren, was Pelosi nach Sala Burtons Tod 1987 tat. Sie wurde in einer knapp gewonnenen Nachwahl für den 5. Kongresswahlbezirk Kaliforniens ins Repräsentantenhaus der Vereinigten Staaten gewählt (erster Wahlgang 7. April 1987, Stichwahl 2. Juni 1987). Sie wurde 1988 mit 76,4 % und 1990 mit 77,2 % wiedergewählt. Im 8. kalifornischen Distrikt wurde sie 1992 bis 2010 zehn Mal gewählt (1992: 82,5 %, 1994: 81,9 %, 1996: 84,3 %, 1998: 85,5 %, 2000: 84,4 %, 2002: 79,6 %, 2004: 83,0 %, 2006: 80,4 %, 2008: 71,9 %, 2010: 80,1 %). Ab 1993 vertrat sie im Repräsentantenhaus den 8. Kongresswahlbezirk ihres Staates, seit 2013 den 12., der den Großteil San Franciscos umfasst. 2012 erhielt sie 74,9 % der Stimmen, 2014 73,6 %, 2016 78,1 %, 2018 68,5 %, 2020 77,6 % und 2022 84,0 %. Die unterschiedliche Nummerierung der geografisch weitgehend identischen Gebiete ergab sich durch Umstrukturierungen nach dem jeweiligen United States Census.
Pelosi erarbeitete sich den Ruf einer gewieften Politikerin und stieg in der Führungsriege der Demokraten im Repräsentantenhaus auf; 2002 wurde sie zum Minority Whip, also zur Geschäftsführerin der Minderheitsfraktion, gewählt. 2003 wurde sie als Nachfolgerin Dick Gephardts demokratische Fraktionsvorsitzende und somit House Minority Leader, da sich die Demokraten zu dieser Zeit in der Minderheit befanden. Sie bemühte sich um die Einigkeit der verschiedenen Strömungen innerhalb ihrer Fraktion. Mit Konstituierung des am 7. November 2006 gewählten 110. Kongresses am 3. Januar 2007 übernahm sie als erste Frau in der Geschichte der Vereinigten Staaten als Sprecherin die Führung des Repräsentantenhauses. Nach der Halbzeitwahl in der ersten Amtszeit Präsident Obamas 2010, bei der Pelosi sich in ihrem Wahlkreis mit 78 % der Stimmen durchsetzte, ihre Partei aber die Mehrheit verlor, musste sie ihr Amt als Sprecherin im Januar 2011 an den Republikaner John Boehner abgeben. Sie übernahm erneut den Vorsitz der demokratischen Minderheitsfraktion, den sie auch nach der Wahl 2016 behielt, obwohl sie von ihrem Kollegen Tim Ryan herausgefordert worden war. Nach der Niederlage bei der Präsidentschaftswahl 2016 insbesondere durch den Verlust vieler weißer Wähler aus der Arbeiterschaft hatten einige Demokraten Unzufriedenheit mit Pelosi geäußert.
Nach dem Sieg der Demokraten bei der Repräsentantenhauswahl im November 2018 forderten einige, insbesondere neu gewählte, Abgeordnete ihrer Fraktion eine jüngere Führung. Dennoch nominierte die Fraktion bei ihrer internen Abstimmung am 28. November 2018 Pelosi wieder als Sprecherin für die kommende Legislaturperiode. Am 3. Januar 2019 wurde sie erneut mit 220 von 430 Stimmen zur Sprecherin des Repräsentantenhauses gewählt. Alle Republikaner und 15 Demokraten, vor allem neu gewählte und jüngere, zentristische Politiker, stimmten für andere Kandidaten oder mit present (anwesend). Nach einer Periode in der Minderheit zum zweiten Mal als Sprecher gewählt zu werden, hatte zuletzt über 60 Jahre zuvor Sam Rayburn geschafft.
Am 3. Januar 2021 wurde Pelosi erneut mit 216:209 Stimmen gegen den Republikaner Kevin McCarthy zur Vorsitzenden des Repräsentantenhauses gewählt.
Nach den Halbzeit-Wahlen am 8. November 2022 blieb die Demokratische Partei knapp hinter dem letzten Ergebnis bei den Wahlen zum Repräsentantenhaus zurück. Pelosi kündigte danach ihren Rückzug von der Fraktionsspitze der Demokraten an, wobei sie beabsichtigte, ihr Abgeordnetenmandat weiter auszuüben. Am 30. November 2022 wurde der 30 Jahre jüngere Hakeem Jeffries als ihr Nachfolger zum neuen Fraktionsführer der Demokratischen Partei im Repräsentantenhaus gewählt. Er wurde der erste Afroamerikaner in der US-Politik, der eine Partei in einer der beiden Kongresskammern anführt.

## Positionen und Initiativen

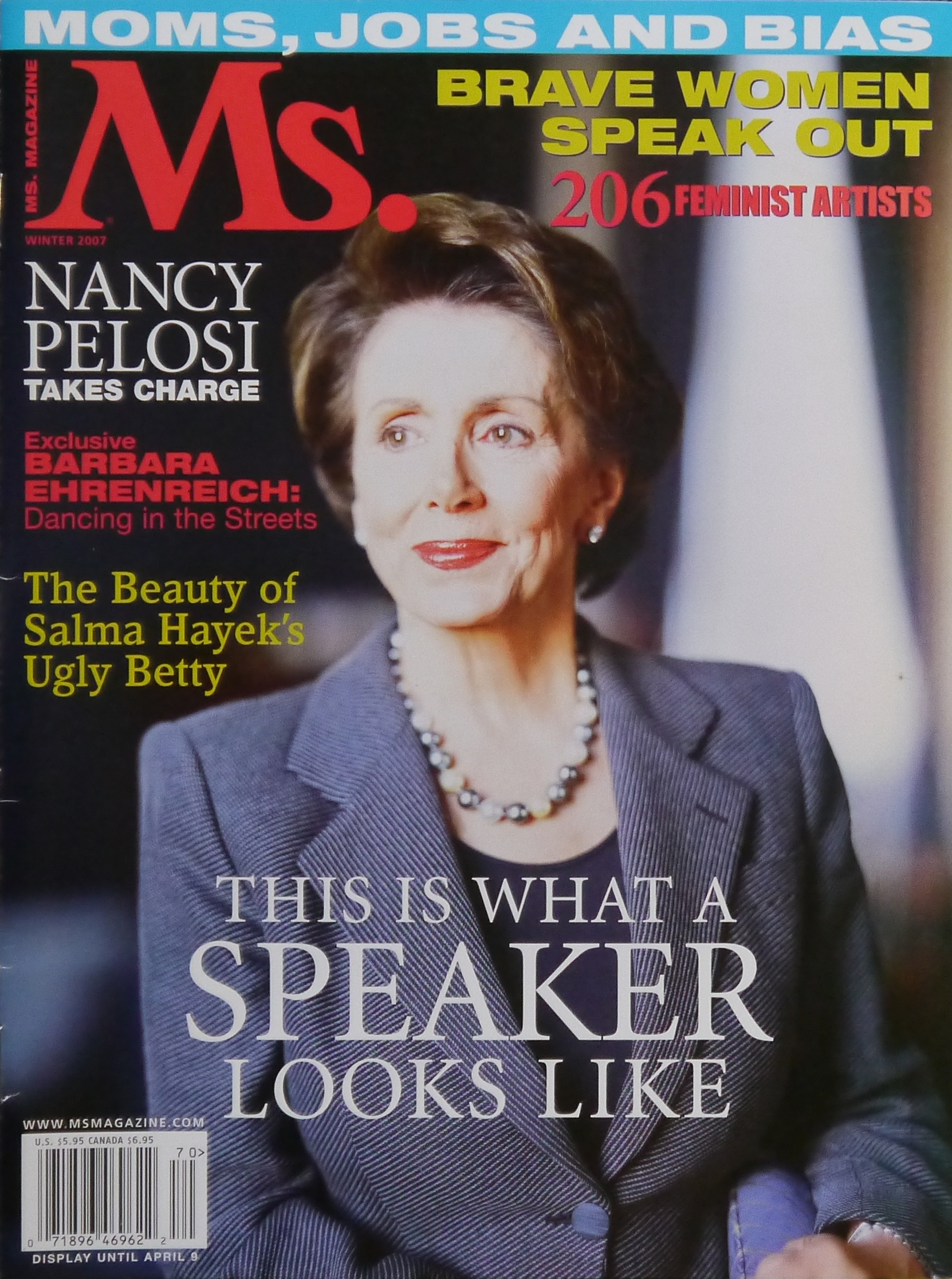
Nancy Pelosi auf dem Titelblatt des Ms. Magazine im Winter 2007

Pelosi hat zwar für die Autorisierung militärischer Gewalt als Antwort auf die Terroranschläge am 11. September 2001, aber gegen die Autorisierung des Irakkriegs gestimmt und kritisierte Präsident George W. Bush deutlich; unter anderem bezeichnete sie ihn als „inkompetenten Anführer“ (incompetent leader). Sie engagiert sich für Umwelt- und Klimaschutz, für die Rechte von Einwanderern sowie gegen einen Abbau der Sozialleistungen. Die praktizierende Katholikin unterstützt die Gleichstellung von Homosexuellen, das Recht auf Schwangerschaftsabbruch sowie strengere Waffengesetze, weshalb sie in den USA als „liberal“ angesehen wird (zu Deutsch etwa: „linksliberal“). Sie gehört zu der Minderheit der Kongress-Abgeordneten, die 1996 gegen den „Defense of Marriage Act“ stimmten, der sich gegen die Anerkennung gleichgeschlechtlicher Ehen in den Vereinigten Staaten richtete.
Innerhalb der Demokratischen Fraktion war Pelosi am Anfang Teil des linken Flügels, als sie Mitglied im Congressional Progressive Caucus war, doch mit dem Linksruck der Demokraten rückte sie immer mehr in die Mitte der Demokraten, weswegen sie oft von Mitgliedern des Congressional Progressive Caucus und linken Aktivisten kritisiert wird. So besetzten z. B. linke Aktivisten 2018 ihr Büro für den Green New Deal.
Sie galt als treibende Kraft vieler Initiativen Präsident Barack Obamas, darunter des Investitionsprogramms American Recovery and Reinvestment Act 2009 und der 2010 durchgesetzten Gesundheitsreform Patient Protection and Affordable Care Act (Obamacare). Ihre Beliebtheit sank, als sich die wirtschaftliche Stimmung eintrübte und Gesetze wie Obamacare starke Opposition insbesondere unter Konservativen hervorriefen (siehe Tea-Party-Bewegung). In Donald Trumps erster Präsidentschaft wurde parteiintern ihre unnachgiebige Haltung gegen den Präsidenten beim Government Shutdown über den Jahreswechsel 2018/2019 gelobt, bei dem sie ihre Fraktion geschlossen hielt und erreichte, dass Trump einlenken musste. Nachdem Pelosi den parteiinternen Rufen nach einem Amtsenthebungsverfahren gegen Trump entgegengetreten war, leitete sie am 24. September 2019 eine offizielle Untersuchung des Repräsentantenhauses zur Amtsenthebung des Präsidenten ein. Trump hatte zuvor eingeräumt, in einem Telefonat den ukrainischen Präsidenten darum gebeten zu haben, Ermittlungen gegen Trumps politischen Konkurrenten Joe Biden aufzunehmen. Das Verfahren endete am 5. Februar 2020 mit einem Freispruch Trumps im mehrheitlich republikanisch besetzten Senat des Kongresses. Als Präsident Trump am 5. Februar 2020 seine State of the Union Address vor dem Kongress ablieferte, war die hinter ihm im Präsidium sitzende Pelosi zu sehen, wie sie am Ende der Rede vor laufenden Kameras demonstrativ wortlos das ihr vorliegende Redemanuskript zerriss.
Am 2. August 2022 besuchte Pelosi Taiwan als höchstrangige Vertreterin der Vereinigten Staaten von Amerika seit 25 Jahren. China betrachtete Pelosis Reise als Einmischung in den Taiwan-Konflikt, was vom Staatsrat der Volksrepublik China bereits im Vorfeld verurteilt worden war. Der Besuch, der eine erneute deutliche Belastung für die sino-amerikanischen Beziehungen darstellte, fand breiten Widerhall in den Medien. Die chinesische Armee führte daraufhin eine Übung zur Abriegelung Taiwans durch.

## Angriff auf Ehemann
Im Oktober 2022, wenige Tage vor den Midterm Elections, drang ein Einbrecher am frühen Morgen in ihr Haus in San Francisco ein und verletzte ihren Ehemann Paul Pelosi mit einem Hammer – vor den Augen von drei herbeigerufenen Polizisten. Behördenangaben zufolge sei der 42-jährige Einbrecher, der bereits zuvor mit rechtsextremen Meinungen und Verschwörungstheorien unter anderem zur Corona-Pandemie aufgefallen war, gezielt auf der Suche nach ihr gewesen, fand sie aber nicht vor. Pelosi befand sich zum Zeitpunkt des Einbruchs in Washington. Der Einbrecher wurde festgenommen und Ermittlungen wegen versuchter Tötung, Körperverletzung und Einbruch eingeleitet. Paul Pelosi erlitt bei der Attacke einen Schädelbruch.
Im Mai 2024 wurde der Täter in San Francisco nach Bundesstrafrecht zu 30 Jahren Haft, im Oktober 2024 nach dem Strafrecht von Kalifornien zu lebenslanger Freiheitsstrafe verurteilt.

## Auszeichnungen
- 2007: Großkreuz des Verdienstordens der Italienischen Republik[36]
- 2015: Großer Orden der Aufgehenden Sonne am Band (Japan)[37]
- 2022: Orden der Fürstin Olga, Dritte Klasse (Ukraine)[38]
- 2022: Orden der günstigen Wolken, Erster Klasse (Taiwan)[39]
- 2024: Presidential Medal of Freedom, die höchste zivile Auszeichnung der Vereinigten Staaten von Amerika, erhalten von Präsident Joe Biden[40]

## Werke
- The Art of Power: My Story as America’s First Woman Speaker of the House. Simon & Schuster, New York 2024, ISBN 978-1-6680-4804-7.